# 日水
株式会社日水（日语：／ Kabushiki-gaisha Nissui）是日本最大的海产品公司之一，从事海产品的捕捞和加工，但也涉足物流、医药和船舶建造业。旗下有数十家子公司和联营公司。
該公司原位於北九州市的總部於1929年建成，現為一座展覽中心。
截至2013年，該公司在日本、澳洲、紐西蘭、歐亞以及北美和南美洲共設有61個子公司和44個關聯公司。

## 历史
1911年（明治44年），久原財閥的老板久原房之助助的哥哥田村市郎创办了田村汽船漁業部，次年该组成“共同漁業株式会社”，社长也变为松崎壽三。1936年（昭和11年），它和「日本捕鯨株式会社」、「日本合同工船株式会社」合并，1937年又和「日本食糧工業株式会社」合併，改称「日本水産株式会社」。
1942年（昭和17年），因政府实施水産統制令成立「帝国水産統制株式会社」（即后来的日冷），它的冷藏和贩卖部门并入该公司，次年公司本身也改组为「日本海洋漁業統制株式会社」。1945年恢复原名。1976年（昭和51年），其捕鯨部門从公司中分離出去，并入日本共同捕鯨株式会社。同年，其海運业务也被日水海運株式会社吸收。